# Kaplica św. Faustyny w Myszakówku
Kaplica św. Faustyny – ceglana kaplica katolicka zlokalizowana we wsi Myszakówek, w gminie Zagórów (powiat słupecki). Należy do parafii Świętych Apostołów Piotra i Pawła w Zagórowie.

## Historia
Ceglaną kaplicę filialną, z betonową wieżą (dzwonnicą) w korpusie, wzniesiono w latach 1995-1997 staraniem lokalnych parafian. Poświęcenia dokonał biskup włocławski – Roman Andrzejewski, w dniu 1 września 1997. W październiku 2011, wokół kościoła ułożono tzw. kamienny różaniec z głazów narzutowych, jako wotum wdzięczności za beatyfikację papieża Jana Pawła II. Przy świątyni stoi też skromna figura maryjna.

## Galeria

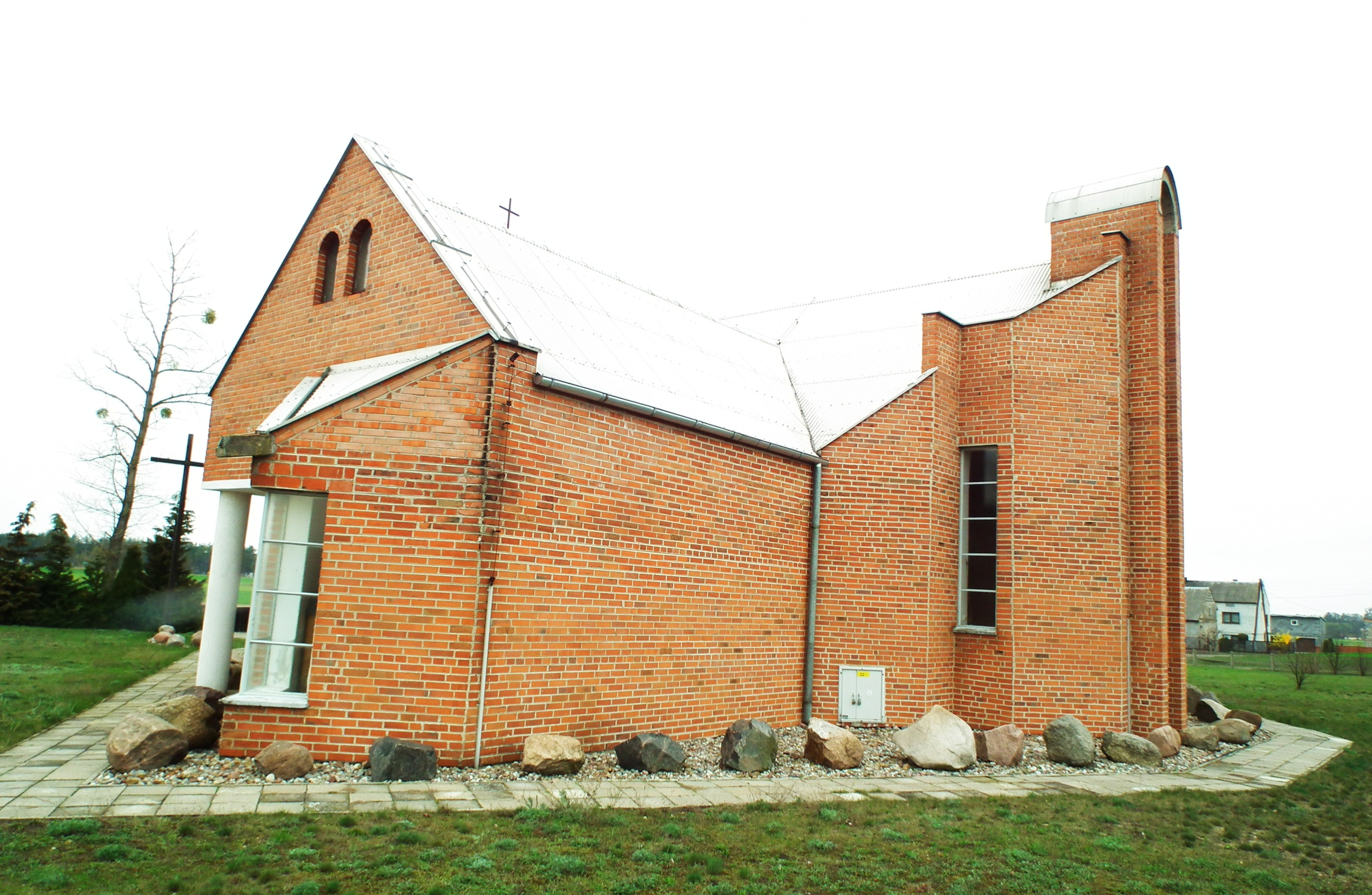
Widok ogólny
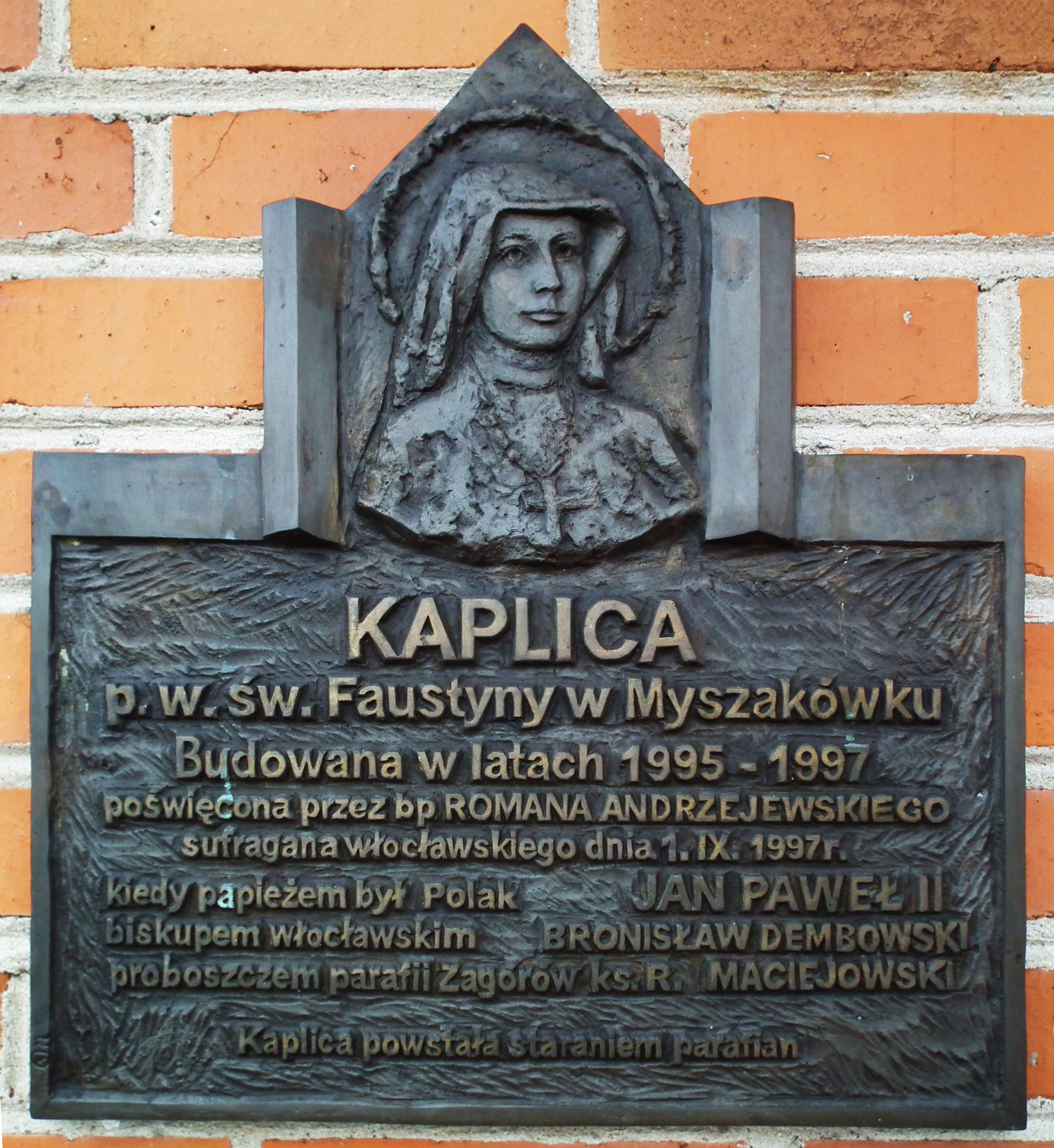
Tablica pamiątkowa
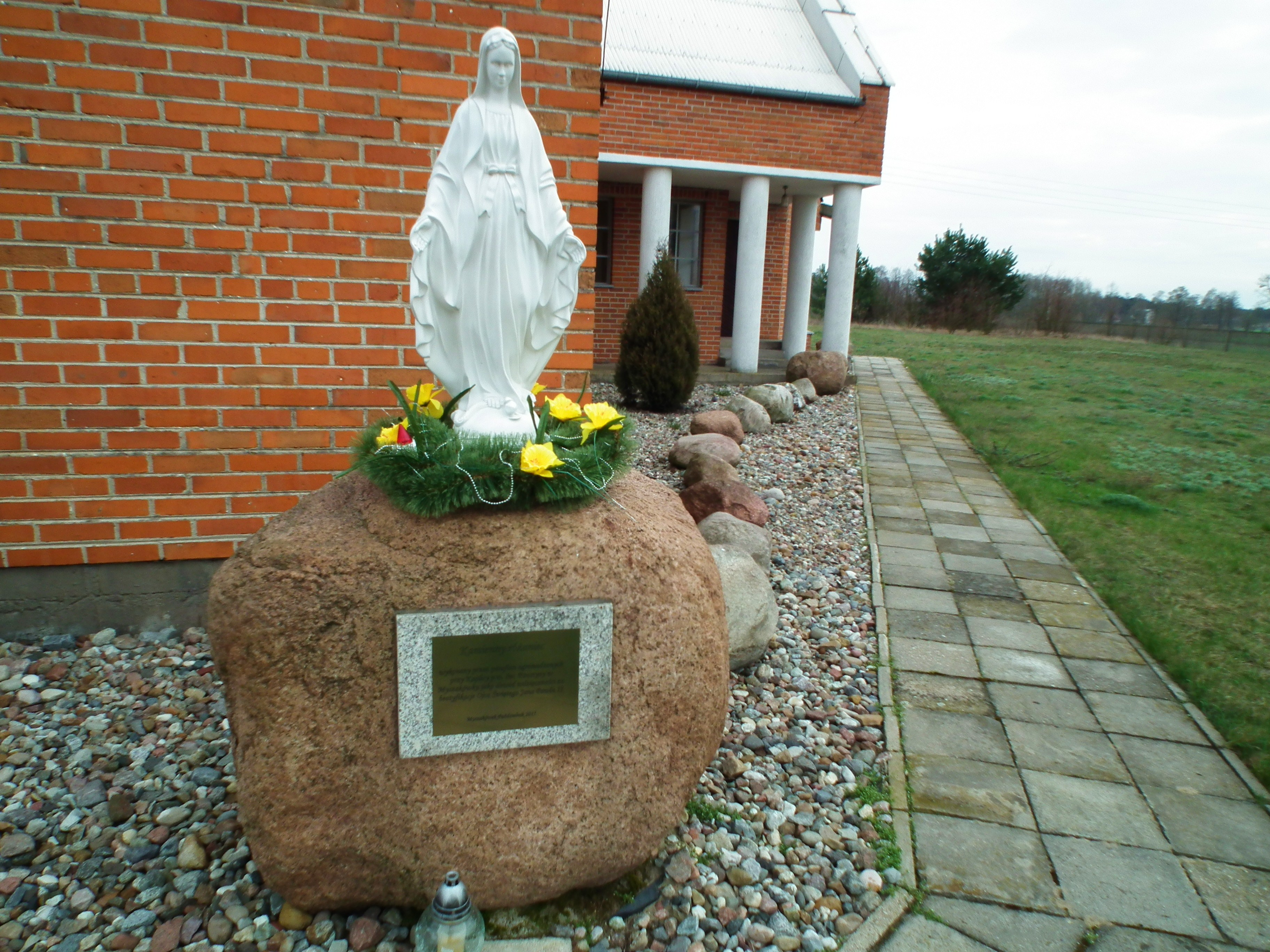
Figura i różaniec